# Mensur Čamo
Mensur Čamo (Zenica, 1955 — Prag, 31. mart 2006) bio je bosanskohercegovački novinar. Diplomirao je komparativnu književnost i dramaturgiju na Filozofskom fakultetu u Sarajevu. Bio je novinar i urednik Radija Slobodna Evropa (RSE).
Novinarstvom se počeo baviti početkom osamdesetih godina, u Sarajevu. Pisao je za mnogobrojne medije SFRJ i sarađivao sa BBC-jem i istraživačkim institutima u Londonu i Vašingtonu.
Čamin tekst „Sarajevo – opsada u 12 činova” poslužio je kao podloga za libreto opere Sarajevo, britanskog kompozitora Najdžela Ozborna, izvedene u Edinburgu 1994. godine. U programu RSE pokrenuo je rubriku „Haška hronika” i bio je prvi urednik i stvaralac veb-stranice Programa na južnoslovenskim jezicima.
Umro je u Pragu 31. marta 2006 godine, nakon duže bolesti.

## Spoljašnje veze
- Šešeljgejt Архивирано на веб-сајту  (27. мај 2021) (članak o istoimenom tekstu Čame objavljenom u Nedjelji, broj 69, 16. jun 1991; tekst je sadržan)